# 上長瀬駅
上長瀬駅（かみながせえき）は、長野県小県郡丸子町（開業時は旧・小県郡長瀬村、現・上田市長瀬）にあった上田丸子電鉄丸子線の駅（廃駅）である。丸子線の廃線に伴い1969年（昭和44年）4月20日に廃駅となった。
急行運転列車は通過した。

## 歴史
丸子鉄道は上田市近郊と小県郡丸子町以外は旅客駅設置にあまり力を入れていなかったため、1925年（大正14年）8月1日の全通当時は4 - 5 km間隔に1駅と少なく、上記以外の地区の住民は遠い距離を歩いて駅まで行かねばならないほどの不便を長らく強いられていた。当駅の所在地である小県郡長瀬村（当時）では、開通当時開業していた駅は村役場のある中心集落に設置された長瀬駅だけで、中心集落以外の村民は遠くても同駅（場所によっては信濃石井駅）まで歩くという不便を強いられていたが、昭和初期には南部の大字上長瀬地区の人口が増加していた。そこで丸子鉄道は1934年（昭和9年）4月15日に初の追加設置駅としてこの駅を開業した。

### 年表
- 1934年（昭和9年）4月15日：丸子鉄道長瀬駅 - 下丸子駅（後の丸子鐘紡駅）間に新設開業[2][3][4]。旅客のみ取扱い[5]。
- 1943年（昭和18年）10月21日：交通統合に伴い上田丸子電鉄丸子線の駅になる[2][4]。
- 時期不詳：無人化[5]。
- 1969年（昭和44年）4月20日：丸子線の廃線に伴い廃止となる[2][3][4]。

## 駅構造
廃止時点で、単式ホーム1面1線を有する地上駅であった。ホームは線路の東側（丸子町方面に向かって左手側）に存在した。転轍機を持たない棒線駅となっていた。
無人駅となっていた。ホームはカーブの途中に位置した。ホームには待合所を有し、上田東方に駅舎が設置されて無人化前には駅員が切符を販売していた。

## 駅周辺
- 国道152号
- 長野県道169号南原長瀬線
- 依田川

## 駅跡
2007年（平成19年）8月時点では、遺構は無くなっていた。2010年（平成22年）10月時点では、位置の特定は難しい状況になっていた。
また、1996年（平成8年）時点では、丸子町駅附近から電鉄大屋駅附近までの線路跡は丸子町道（後に上田市道）となっていた。舗装道路となって整備されているため、2007年（平成19年）8月時点では遺構は無かった。2010年（平成22年）10月時点でも道路は健在であった。

## 隣の駅
上田丸子電鉄
丸子線
長瀬駅 - 上長瀬駅 - 丸子鐘紡駅